# Velika nagrada Španije 1996
Velika nagrada Španije 1996 je bila sedma dirka Svetovnega prvenstva Formule 1 v sezoni 1996. Odvijala se je 2. junija 1996. V močnem dežju je z veliko prednostjo zmagal Michael Schumacher in dosegel svojo prvo zmago s Ferrarijem.

## Poročilo

### Pred dirko
Po petih zmagah na šestih dirkah te sezone, le na Veliki nagradi Monaka, ko so do cilja pripeljali vsega štiri dirkači, je svojo edino zmago v karieri dosegel Olivier Panis, je moštvo Williams-Renault veljalo za velikega favorita. 

### Kvalifikacije
Na kvalifikacijah, ki so potekale v suhem vremenu, je najboljši štartni položaj pričakovano osvojil Damon Hill, pred moštvenim kolegom, Jacquesom Villeneuvom. Tretji Michael Schumacher je zaostajal že skoraj za sekundo, do desetega mesta pa sledili še Jean Alesi, Gerhard Berger, Rubens Barrichello, Olivier Panis, Johnny Herbert in Mika Häkkinen.

### Dirka
Že celo noč iz sobote na nedeljo je močno deževalo, tako da je bila steza dodobra namočena, deževje pa se je še nadaljevalo. Pred dirko je bilo veliko govora tudi o letečem štartu za varnostnim avtomobilom, toda na Hillovo žalost, ki bi imel v tem primeru kot vodilni prednost, so se odločili za štart z mesta. V ogrevalnem krogu je obtičal Mika Salo, zato je moral štartati iz boksov v rezervnem dirkalniku.
Hill je štartal počasi, toda še veliko več težav je imel Schumacher. Izgledalo je že, da se je Nemčev dirkalnik pokvaril, toda z manjšim časovnim zamikom mu je le uspelo speljati in z nekaj sreče je kljub težavam ostal na dobrem šestem mestu. Villeneuve je v prvi ovinek pripeljal kot prvi, Alesi kot drugi, tretje mesto pa je držal Hill pred Bergerjem in Irvinom. V ozadju so se kmalu po štartu v nesrečo zapletli Lamy, Rosset, Coulthard in vsi so morali odstopiti. Tudi Lamyjem moštveni kolega, Fisichella, je imel močno poškodovan dirkalnik in ob koncu prvega kroga odstopil. V 2. krogu se je Irvine zavrtel in obtičal v pesku. Olivier Panis je le nekoliko kasneje parkiral v boksih in odstopil.
Ob koncu prvega kroga je bil vrstni red pri vrhu Villeneuve, Alesi, Hill, Berger, Schumacher in Barrichello. Toda to se je kmalu spremenilo, saj sta se na spolzki stezi zavrtela Britanca Johnny Herbert in kmalu še vodilni v prvenstvu, Damon Hill, toda uspela sta se vrniti na stezo, izgubila pa po nekaj mest. Hill je izgubil dve in se znašel za Schumacherjem, ki je zmanjševal razliko do Gerharda Bergerja. V 4. krogu je Nemec uspel Avstrijca tudi prehiteti, kar televizijska kamera ni ujela, in začel se je bližati vodilni trojici. 
Naslednjih nekaj krogov ni prišlo do sprememb v ospredju, le Brundla je odneslo s steze, toda tudi njemu se je uspelo vrniti nazaj. Schumacher je bil zdaj v svojem razredu, saj je izboljšal najhitrejši krog kar za dve sekundi. V 7. krogu je že napadal Alesija, medtem pa je Hilla že drugič odneslo s steze, toda ponovno se je vrnil, zdaj na osmo mesto. Le nekoliko kasneje se je podobno pripetilo tudi Katayami. V naslednjem krogu je Schumacher v ovinku Seat corner uspel prehiteti Alesija, z manevrom ki je bil v takih pogojil videti zelo tvegan, in se zapodil za vodilnim Villeneuvom. 
V 10. krogu je Hill zopet izgubil nadzor nad dirkalnikom in tokrat je moral po rahlem trčenju v ogrado odstopiti. V istem krogu pa je, ponovno v ovinku Seat corner, Schumacher uspel prehiteti še Villeneuva in se prebil v vodstvo. Hill je po dirki povedal, da po navadi na mokri stezi dirka dobro, tokrat pa je storil kar tri napake in je le upal, da ga to ne bo stalo naslova.
Zdaj je bilo v dirki le še dvanajst dirkačev, Schumacher pa je bil že v naslednjem krogu za neverjetne štiri sekunde hitrejši od Kanadčana. V 15. krogu je bil vrsti red na vrhu Schumacher, Villeneuve, Alesi, Berger, Barrichello in Frentzen. Nemec pa je imel že 14 sekund prednosti pred Villeneuvom in Alesijem, ki sta se borila za drugo mesto. V 15. in 16. krogu so se Verstappen, Salo in Diniz zavrteli, toda vsi so se vrnili nazaj na stezo, Salo pa je moral v 17. krogu odstopiti.
V 18. krogu je na štartno-ciljni ravnini Brundlu odpovedal menjalnik in nov odstop je pomenil, da je 47 krogov pred koncem dirkalo le še deset dirkačev. V 21, krogu je bil vrsti red Schumacher, Villeneuve, Alesi, Berger, Barrichello, Frentzen, Verstappen, Hakinnen, Herbert, in Diniz. Toda Herbert je takoj za tem zletel s steze in odstopil.
Schumacher je vodil z ogromno prednostjo 40 sekund in v 24. krogu je zapeljal na postanek v bokse, ki je trajal sedem sekund, nato pa se je vrnil na stezo s prednostjo 20 sekund pred Villeneuvom, še vedno pa je vozil po tri sekunde na krog hitreje od ostalih.
V naslednji osmih krogih se vrstni red ni spremenil, razmere pa so se še poslabšale. V 32. krogu je Alesi po postanku padel na 7. mesto, toda imel je prosto stezo in lahko je nekaj nadoknadil proti Villeneuvu. V 34. krogu so na postanek zavili Berger, Frentzen in Verstappen, še dva kroga kasneje pa še drugo uvrščeni Villeneuve. Kanadčan je izgubil mesto proti Alesiju, kljub temu da je bil njegov postanek dve sekundi krajši od Francozovega. 
V 40. krogu je Diniz opravil postanek v boksih, v 43, krogu pa je Schumacher drugič in zadnjič zavil v bokse. Rubens Barrichello je prišel pred Bergerja, toda v 46. krogu so Brazilca poklicali v bokse zaradi težav z menjalnikom. Barrichello je nato odpeljal še en krog, nakar je odstopil. Toda ko se je že preoblačil, se je moštvo odločilo, da je dirkalnik še sposoben za dirkanje in Brazilec se je moral vrniti nazaj na stezo. Vendar že po manj kot krogu je dokončno odstopil.
V 47. krogu je odstopil še Berger, po tem ko ga je odneslo s steze in je obtičal v pesku. Le krog kasneje se je podobno pripetilo še Verstappnu, ki je bil ob tem vidno nezadovoljen.
Tako je v 50. krogu dirkalo le še šest dirkačev, Schumacher s prednostjo 65 sekund pred Alesijem, ki je imel sedem sekund prednosti pred Villeneuvom, še 28 sekund je zaostajal Frentzen, za njim pa še  Hakkinen in Diniz. Tako so bili vsi, ki so še dirkali, v točkah.
Do konca dirke, ki se je končala v 6. krogu zaradi preteka dveh ur od štarta, so dirkači vozili v tem vrstnem, edina ki sta si bila blizu, sta bila Alesi in Villeneuve, toda Kanadčan se Francozu ni uspel približati na manj kot dve sekundi in pol.

### Po dirki
To je bila prva zmaga Schumacherja za Ferrari. Nemec je pokazal odlične sposobnosti vožnje v dežju, ki so nesporno za več razredov boljše od vseh dirkačev v tistem času. Namreč kljub temu, da je le prvih petnajst krogov peljal na polno, je njegov najhitrejši krog za več kot dve sekundi hitrejši od ostalih dirkačev.

## Rezultati

### Kvalifikacije
| Poz | Št | Dirkač                | Konstruktor        | Čas      | Zaostanek |
| --- | -- | --------------------- | ------------------ | -------- | --------- |
| 1   | 5  | Damon Hill            | Williams-Renault   | 1:20,650 |           |
| 2   | 6  | Jacques Villeneuve    | Williams-Renault   | 1:21,084 | +0,434    |
| 3   | 1  | Michael Schumacher    | Ferrari            | 1:21,587 | +0,937    |
| 4   | 3  | Jean Alesi            | Benetton-Renault   | 1:22,061 | +1,411    |
| 5   | 4  | Gerhard Berger        | Benetton-Renault   | 1:22,125 | +1,475    |
| 6   | 2  | Eddie Irvine          | Ferrari            | 1:22,333 | +1,683    |
| 7   | 11 | Rubens Barrichello    | Jordan-Peugeot     | 1:22,379 | +1,729    |
| 8   | 9  | Olivier Panis         | Ligier-Mugen-Honda | 1:22,685 | +2,035    |
| 9   | 14 | Johnny Herbert        | Sauber-Ford        | 1:23,027 | +2,377    |
| 10  | 7  | Mika Häkkinen         | McLaren-Mercedes   | 1:23,070 | +2,420    |
| 11  | 15 | Heinz-Harald Frentzen | Sauber-Ford        | 1:23,195 | +2,545    |
| 12  | 19 | Mika Salo             | Tyrrell-Yamaha     | 1:23,224 | +2,574    |
| 13  | 17 | Jos Verstappen        | Footwork-Hart      | 1:23,371 | +2,721    |
| 14  | 8  | David Coulthard       | McLaren-Mercedes   | 1:23,416 | +2,766    |
| 15  | 12 | Martin Brundle        | Jordan-Peugeot     | 1:23,438 | +2,788    |
| 16  | 18 | Ukjo Katajama         | Tyrrell-Yamaha     | 1:24,401 | +3,751    |
| 17  | 10 | Pedro Diniz           | Ligier-Mugen-Honda | 1:24,468 | +3,818    |
| 18  | 20 | Pedro Lamy            | Minardi-Ford       | 1:25,274 | +4,624    |
| 19  | 21 | Giancarlo Fisichella  | Minardi-Ford       | 1:25,531 | +4,881    |
| 20  | 16 | Ricardo Rosset        | Footwork-Hart      | 1:25,621 | +4,971    |
| DNQ | 22 | Luca Badoer           | Forti-Ford         | 1:26,615 | +5,965    |
| DNQ | 23 | Andrea Montermini     | Forti-Ford         | 1:27,358 | +6,708    |

### Dirka
| Poz | Št | Dirkač                | Konstruktor        | Krogi | Čas/Odstop       | Št. m. | Toč |
| --- | -- | --------------------- | ------------------ | ----- | ---------------- | ------ | --- |
| 1   | 1  | Michael Schumacher    | Ferrari            | 65    | 1:59:49,307      | 3      | 10  |
| 2   | 3  | Jean Alesi            | Benetton-Renault   | 65    | + 45,302 S       | 4      | 6   |
| 3   | 6  | Jacques Villeneuve    | Williams-Renault   | 65    | + 48,388 S       | 2      | 4   |
| 4   | 15 | Heinz-Harald Frentzen | Sauber-Ford        | 64    | +1 krog          | 11     | 3   |
| 5   | 7  | Mika Häkkinen         | McLaren-Mercedes   | 64    | +1 krog          | 10     | 2   |
| 6   | 10 | Pedro Diniz           | Ligier-Mugen-Honda | 63    | +2 kroga         | 17     | 1   |
| Ods | 17 | Jos Verstappen        | Footwork-Hart      | 47    | Zavrten          | 13     |     |
| Ods | 11 | Rubens Barrichello    | Jordan-Peugeot     | 45    | Diferencial      | 7      |     |
| Ods | 4  | Gerhard Berger        | Benetton-Renault   | 44    | Zavrten          | 5      |     |
| Ods | 14 | Johnny Herbert        | Sauber-Ford        | 20    | Zavrten          | 9      |     |
| Ods | 12 | Martin Brundle        | Jordan-Peugeot     | 17    | Diferencial      | 15     |     |
| DSQ | 19 | Mika Salo             | Tyrrell-Yamaha     | 16    | Diskvalifikacija | 12     |     |
| Ods | 5  | Damon Hill            | Williams-Renault   | 10    | Zavrten          | 1      |     |
| Ods | 18 | Ukjo Katajama         | Tyrrell-Yamaha     | 8     | El. sistem       | 16     |     |
| Ods | 2  | Eddie Irvine          | Ferrari            | 1     | Zavrten          | 6      |     |
| Ods | 9  | Olivier Panis         | Ligier-Mugen-Honda | 1     | Trčenje          | 8      |     |
| Ods | 21 | Giancarlo Fisichella  | Minardi-Ford       | 1     | Trčenje          | 19     |     |
| Ods | 8  | David Coulthard       | McLaren-Mercedes   | 0     | Trčenje          | 14     |     |
| Ods | 16 | Ricardo Rosset        | Footwork-Hart      | 0     | Trčenje          | 20     |     |
| Ods | 20 | Pedro Lamy            | Minardi-Ford       | 0     | Trčenje          | 18     |     |
| DNQ | 22 | Luca Badoer           | Forti-Ford         |       | Pravilo 107 %    | 21     |     |
| DNQ | 23 | Andrea Montermini     | Forti-Ford         |       | Pravilo 107 %    | 22     |     |

### Najhitrejši krogi
| Poz | Št | Dirkač                | Konstruktor        | Čas      | Zaostanek | Krog |
| --- | -- | --------------------- | ------------------ | -------- | --------- | ---- |
| 1   | 1  | Michael Schumacher    | Ferrari            | 1:45,517 |           | 14   |
| 2   | 11 | Rubens Barrichello    | Jordan-Peugeot     | 1:47,735 | +2,218    | 40   |
| 3   | 17 | Jos Verstappen        | Footwork-Hart      | 1:48,302 | +2,785    | 29   |
| 4   | 3  | Jean Alesi            | Benetton-Renault   | 1:48,509 | +2,992    | 61   |
| 5   | 6  | Jacques Villeneuve    | Williams-Renault   | 1:48,707 | +3,190    | 63   |
| 6   | 14 | Johnny Herbert        | Sauber-Ford        | 1:48,846 | +3,329    | 13   |
| 7   | 15 | Heinz-Harald Frentzen | Sauber-Ford        | 1:48,955 | +3,438    | 12   |
| 8   | 12 | Martin Brundle        | Jordan-Peugeot     | 1:49,026 | +3,509    | 14   |
| 9   | 4  | Gerhard Berger        | Benetton-Renault   | 1:49,097 | +3,580    | 14   |
| 10  | 7  | Mika Häkkinen         | McLaren-Mercedes   | 1:49,771 | +4,254    | 55   |
| 11  | 10 | Pedro Diniz           | Ligier-Mugen-Honda | 1:50,636 | +5,119    | 13   |
| 12  | 5  | Damon Hill            | Williams-Renault   | 1:50,987 | +5,470    | 10   |
| 13  | 19 | Mika Salo             | Tyrrell-Yamaha     | 1:51,734 | +6,217    | 12   |
| 14  | 18 | Ukjo Katajama         | Tyrrell-Yamaha     | 1:55,116 | +9,599    | 8    |
| 15  | 2  | Eddie Irvine          | Ferrari            | 1:59,611 | +14,094   | 1    |
| 16  | 9  | Olivier Panis         | Ligier-Mugen-Honda | 2:28,270 | +42,753   | 1    |
| 17  | 21 | Giancarlo Fisichella  | Minardi-Ford       | 3:03,566 | +1:18,049 | 1    |